# Cultura marayó
La cultura marayó o marajoara fue una cultura arqueológica de la América precolombina que floreció en la isla de Marajó, en la desembocadura del río Amazonas. En un estudio, Charles C. Mann sugiere que la cultura existió entre los siglos VIII y XIV, mientras que otros postulan que se mantuvieron activos dos siglos antes y dos siglos después de la fecha estipulada, en la era colonial.
Hay evidencias de que fue una sociedad compleja, estas son la cerámica bastante sofisticada que las excavaciones arqueológicas en la isla han encontrado, tratándose de piezas grandes y elaboradamente pintadas e incisas con representaciones de plantas y animales. Debido a la construcción de montículos en la isla se sospecha que en ella existieron asentamientos bastante poblados, ya que se requeriría de bastante gente para llevar a cabo tales proyectos de ingeniería, pudiendo incluso llegar a las 100.000 personas. El método de la terra preta pudo utilizarse para lograr la producción agrícola necesaria para sustentas aquella población. Incluso se pudo haber desarrollado una sociedad estratificada.
La arqueóloga estadounidense Betty Meggers sugirió que la sociedad que se asentó en la isla emigró desde los Andes. Mientras que la arqueóloga Anna Curtenius Roosevelt, concluyó tras realizar excavaciones y estudios geofísicos del montículo Teso dos Bichos que la sociedad que los construyó se originó en la isla misma.

## Economía y Agricultura
Los restos de plantas tanto como los análisis de restos humanos (especialmente de los patrones de desgaste de la dentadura) muestran limitado su consumo de tubérculos ricos en almidón como la mandioca en favor de cultivos de semillas, así como de pequeños peces. Muchos de los restos de semillas carbonizadas aún no han sido identificados, aunque parecen ser plantas herbáceas. Árboles como el azaí y la tucuma fueron utilizados tanto como fuente de alimentos como para la fabricación de artículos como canastas o canoas. Los métodos utilizados para la pesca probablemente era muy similar a las técnicas actuales, que consisten en envenenar a los peces y atraparlos cuando flotan en la superficie.
Ya que la isla no tiene fuentes locales de rocas adecuadas para la creación de herramientas líticas, la parecencia de las mismas indica la existencia de redes comerciales mediante las cuales los antiguos marajoaras obtuvieron las rocas necesarias para fabricarlas. A pesar de esto, no se conoce la procedencia de dichas rocas.

## Arquitectura
La arquitectura Marajoara destaca por la construcción de obras monumentales mediante el desplazamiento de tierras como es el caso de rampas, canales, estanques y drenajes para campos de cultivo. Pero son los montículos los que han atraído la mayor cantidad de excavaciones debido a su carácter monumental. Aunque los sitios sin montículos o aquellos que tienen montículos más pequeños probablemente sean más numerosos. Los montículos predominan en las áreas bajas que son más propensas a inundaciones.
Los montículos de la isla de Marajó fueron construidos durante la fase más temprana de ocupación de la isla, la fase Ananatuba. Se utilizó tanto tierra como basura para su construcción y mantenimiento. Se ha propuesto que los montículos se construyeron aprovechando extensas superficies elevadas preexistentes formadas por procesos sedimentarios naturales. Por lo tanto, los grandes montículos de Marajoara no serían del todo artificiales.
Se cree que los montículos sirvieron para múltiples propósitos, por ejemplo, fueron utilizados como cementerios, como residencias, como estructuras defensivas militares y como protección contra las inundaciones estacionales.
Los montículos albergaban estructuras residenciales similares a las actuales malocas, que son casas comunales que todavía están en uso en la Amazonía. Estas habrían servido de hogar a varias familias. Las malocas estaban dispuestas de este a oeste y generalmente agrupadas en un patrón ovalado concéntrico. Las capas superpuestas de estructuras demuestran que estuvieron ocupados continuamente, llegando a construir hasta 20 estructuras una encima de la otra en algunos lugares, como es el caso del sitio arqueológico Os Camutins. Las casas se construyeron con postes de madera y techos de paja, los pisos fueron enyesados y se construyeron cocinas con arcilla cocida. Este tipo de edificaciones tendría que ser reparado con frecuencia.

## Cultura Material

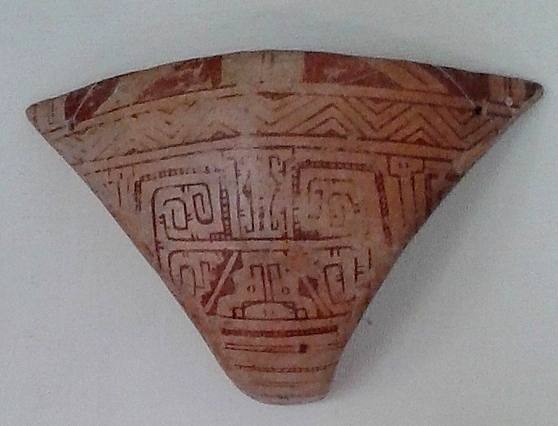
Tanga de cerámica.

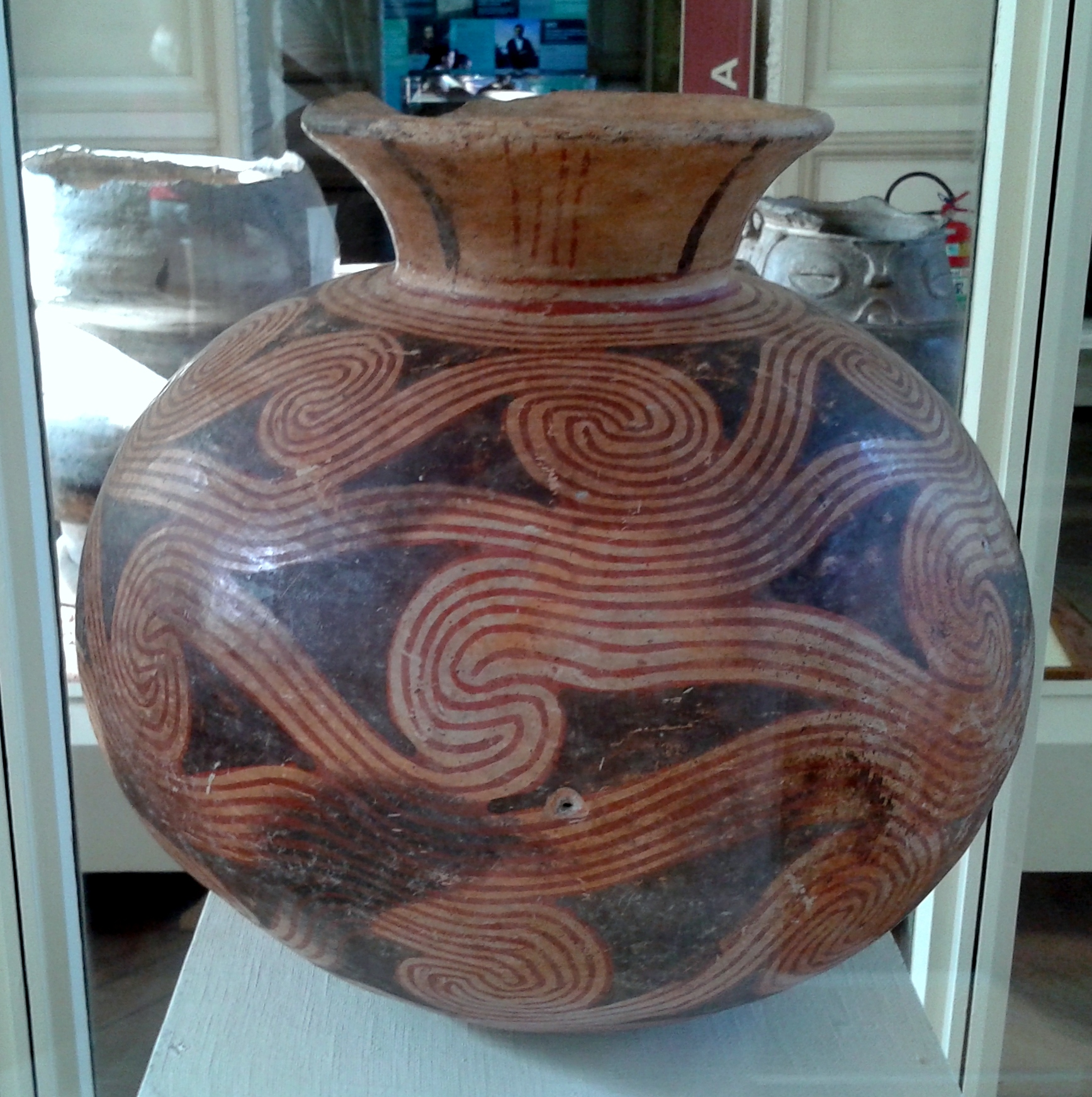
Vaso globular.

Los Marajoara produjeron artefactos diversos como vasijas de cerámica (urnas, frascos, botellas, tazas, tazones, platos, vajilla, etc), figurillas, estatuas de gran tamaño, colgantes, adornos para labios y orejas, silbatos, torteras, tangas y herramientas en miniaturas como hachas, trituradoras, martillos, etc. Los artefactos de piedra son raros en la isla de Marajo porque esta no tiene fuentes de piedra adecuadas para la fabricación de herramientas, probablemente fueron utilizados como objetos de estatus.
Se encontró cerámica bastante elaborada en vertederos en casas y también en tumbas, pero no alrededor de hogueras, donde solamente se hallaron utensilios domésticos sencillos. En aquellos sitios con montículos modestos o sin montículos se ha hallado pocas o ninguna de las vasijas finas. Algunos artefactos se encuentran solo en sitios específicos; por ejemplo, en Teso dos Bichos contiene miles de pequeños ralladores de cerámica y arenisca, que son muy raros o están ausentes en otros sitios.
La trayectoria general que siguieron los artefactos de Marajo, especialmente en la cerámica, es avanzar desde artículos más simples hacia aquellos más complejos, elaborados y especializados. Pero más tarde, durante la Fase Marajoara, la especialización y la complejidad declinaron.
Tanto la presencia de montículos como la belleza de las cerámicas encontradas llamaron la atención de viajeros en la década de 1800, quienes llevaron piezas Marajoara a las colecciones de museos de Europa y Estados Unidos, entre los objetos más destacados están las urnas funerarias.

## Clases sociales
A pesar de que algunas evidencias parecen indicar la existencia de una sociedad estratificada, no son concluyentes respecto a la existencia de algún gobierno centralizado, desigualdad de género o desigualdad de clase social.
La existencia de grandes montículos, artesanías complejas y subsistencia intensiva generalmente se interpreta como evidencia de una autoridad centralizada y clases socioeconómicas estratificadas, pero esta suposición no ha sido respaldada empíricamente. Los registros etnohistóricos describen líderes cívico-ceremoniales, sugiriendo nuevamente la existencia de clases socioeconómicas estratificadas, pero los Marajoara existieron varios siglos antes del contacto con los europeos y grandes cambios pueden haber ocurrido desde los momentos tempranos de esta sociedad hasta el momento del contacto.
Los restos óseos también apuntan a algún tipo de estratificación, probablemente entre élites y plebeyos. El análisis de los mismos señaló que algunos individuos estaban bien alimentados y eran altos, mientras que otros eran significativamente más bajos y consumían dietas más pobres. Además, algunas deformaciones del cráneo entre los esqueletos bien nutridos también apuntan a una clase de élite.
Hay evidencias de que las mujeres tenían un estatus más alto que en la Amazonía actualmente. Por ejemplo, las mujeres ocupan un lugar destacado en el arte de Marajoara, retratadas como heroínas, creadoras o fundadoras de linajes. La evidencia etnohistórica amazónica apunta a que las mujeres desempeñaban roles políticos y rituales de liderazgo, además indica que los hogares eran matrilocales y describe muchas sociedades de llanuras aluviales con un sistema matrilineal descendiente de un ancestro femenino mítico.
Por otra parte, hay evidencias que sugieren que las mujeres tenían un estatus más bajo en relación con los hombres, como lo es el hecho de que las mujeres estén en gran parte ausentes de las urnas funerarias elaboradas y sean muy pocas en comparación con los esqueletos masculinos. Sin embargo, las mujeres de alto rango no siempre ocupan cargos políticos y, por lo tanto, su ausencia en entierros elaborados no indica necesariamente un estatus inferior. Sumado a esto, el hecho de que la cerámica elaborada ha sido encontrada solo en contextos funerarios y basureros, más no alrededor de hogueras podría sugerir que las mujeres principalmente usaban vajilla simple, mientras que los hombres controlaban la vajilla ceremonial más elaborada. No obstante, la verdadera relación entre la distribución de la cerámica y el rango social aún no está clara.

## Religión e ideología
El sistema de creencias del pueblo Marajó no se conoce del todo, aunque es casi seguro que involucró a importantes figuras femeninas. La iconografía y el arte de Marajoara retrata a mujeres con poderes y roles chamanísticos, como otras sociedades que consideran la descendencia de un ancestro femenino mítico, estos retratos se encuentran típicamente en artefactos de cerámica, ya sean vasijas de cerámica o estatuas. La idea de que el universo está dividido por géneros, con los hombres relacionados con el sol y las mujeres con la luna estuvo presente en la cosmología amazónica.
Es posible que el culto a los antepasados fuera muy importante, ya que los difuntos eran colocados en urnas y enterrados en los mismos montículos que se usaban como residencia

## Enterramientos

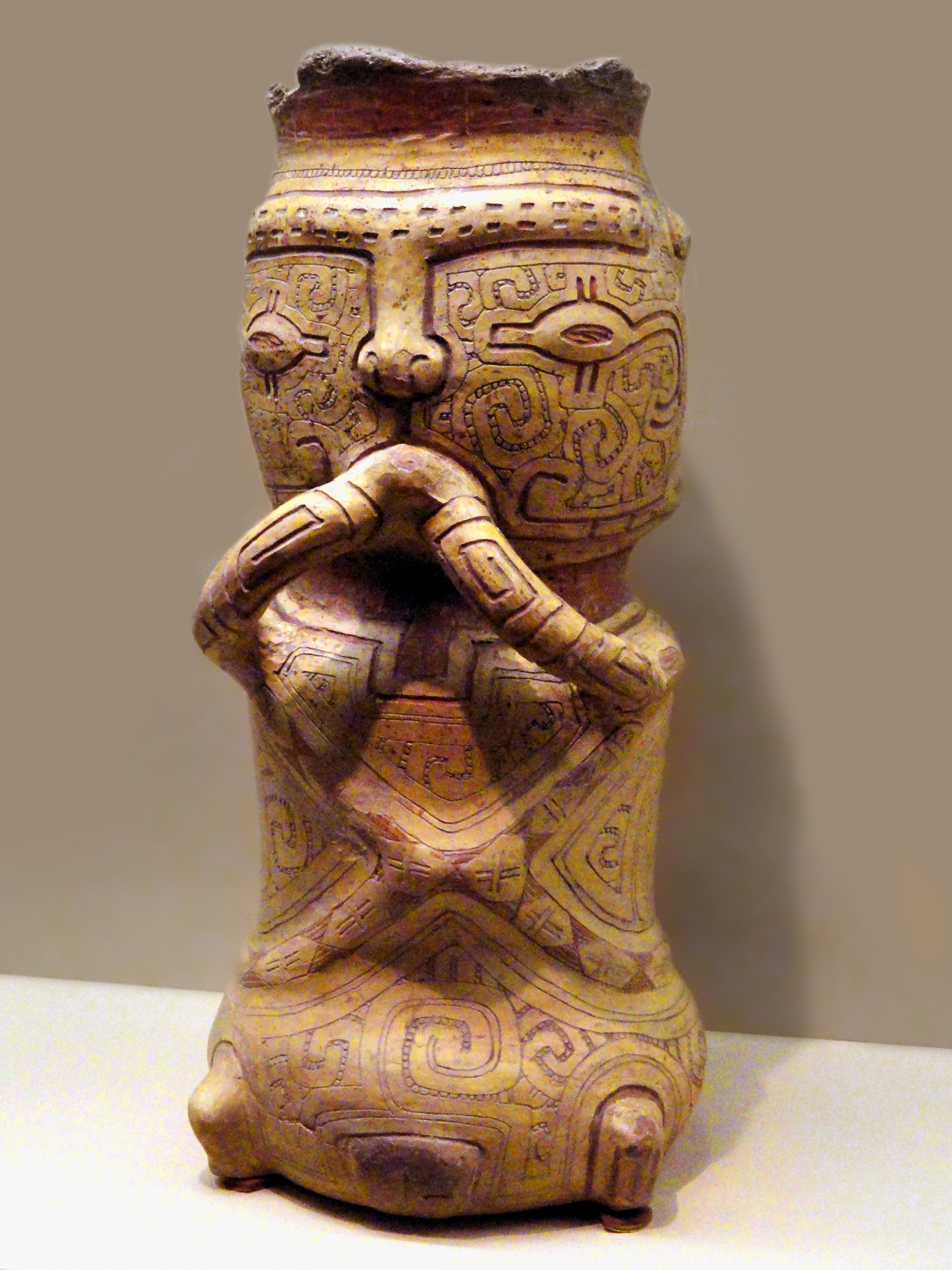
Urna funeraria.

A pesar de la abundancia de cementerios Marajoara, muy pocos han sido excavados sistemáticamente.
El tipo de enterramiento más común es la urna funeraria. Los ajuares funerarios suelen incluir artefactos de piedra y cerámicas bastante elaboradas. Los restos óseos se conservan muy bien en estas urnas. Los esqueletos muestran relativamente pocas patologías y dietas más nutritivas que los esqueletos posteriores al contacto.

## Guerra
Hay poca evidencia que pueda confirmar o negar la existencia de guerra en la sociedad Marajoara.
Si bien los restos óseos muestran signos peculiares de desarrollo muscular que sugieren la participación regular en guerras ya que patrones de desarrollo muscular son similares a los de los luchadores modernos, que entrenan para la lucha libre, sugiriendo que los Marajoara estaban entrenados para el combate. Además de esto, los montículos de tierra podrían haber tenido propósitos defensivos además de la protección contra inundaciones.

## Colapso
Se cree que la isla de Marajo estuvo ocupada hasta poco antes de la conquista europea, lo que sitúa la fecha su abandono alrededor del año 1300 d. C. cuando las estructuras dejaron de ser mantenidas y los proyectos de construcción se detuvieron. Aun se desconoce las causas del abandono de la isla.

## Galería
|         |
| Cuenco. |

|                    |
| Tanga de cerámica. |

|                 |
| Urna funeraria. |

|        |
| Plato. |

|                 |
| Urna funeraria. |

|                                   |
| Estatua femenina en forma fálica. |